# Madden NFL 2005
Madden NFL 2005 es un videojuego de simulación de fútbol americano basado en la NFL que fue desarrollado por EA Tiburon, junto con Exient Entertainment y Budcat Creations, y publicado por EA Sports. La 16.ª entrega de la serie Madden NFL, presenta al ex apoyador de los Baltimore Ravens Ray Lewis en la portada. Al Michaels y John Madden regresan como comentaristas del juego. Lanzado el 9 de agosto de 2004, el juego es el primer juego de Madden que incluye Xbox Live. Fue el último juego de Madden que se lanzó en PlayStation y el primer juego de Madden que se lanzó en Nintendo DS como título de lanzamiento.

## Recepción
El juego fue recibido con aclamación universal por la recepción promedio, y el juego se comparó con frecuencia con su competidor ESPN NFL 2K5. El juego también ha sido muy criticado por su cuestionable banda sonora, que fue una recurrencia común a lo largo de la serie. GameRankings y Metacritic le dieron una puntuación de 90,33% y 91 sobre 100 para la versión de PlayStation 2; 90% y 90 de 100 para la versión de GameCube;89,50% y 91 sobre 100 para la versión Xbox;83,73% y 85 sobre 100 para la versión para PC;80% y 79 sobre 100 para la versión Game Boy Advance;Y 69,07% y 68 sobre 100 para la versión DS.GameSpot lo nombró el mejor juego de Xbox y PlayStation 2 de agosto de 2004. [50] IGN calificó a la versión de PS2 como el 98.º mejor juego de PlayStation 2 debido a su calidad de inteligencia artificial y gráficos. El personal también afirmó que venció a ESPN NFL 2K5 debido al acuerdo de exclusividad de videojuegos de EA con la NFL.
ESPN NFL 2K5 fue el primero de la serie 2K con un precio de $ 19,99 el día de su envío, mucho más bajo que el líder del mercado Madden NFL a $ 49,99. Esto redujo considerablemente las ventas de Madden ese año; Un desarrollador de EA Sports recordó que los asustó muchísimo'. [52] EA redujo el precio de Madden NFL 2005 a $ 29.95. En diciembre de 2004 EA Sports adquirió un acuerdo de derechos exclusivos con la NFL y la NFLPA para ser el único creador de los videojuegos de la NFL.